# Хмельницька агломерація
Хмельни́цька агломера́ція — агломерація з центром у місті Хмельницький.
Хмельницький — сучасне місто України, що домінує в економічному розвитку Поділля. Відомий центр торгівлі. Агломерація розташована на берегах Південного Бугу. Головні галузі економіки агломерації — харчова, легка, машинобудівна, радіоелектронна промисловості та виробництво будівельних матеріалів.
Складається
- з міст: Хмельницький, Красилів, Старокостянтинів, Деражня.
- з районів: Хмельницький район

## Населення

### Агломерація
Хмельницька агломерація — надміське формування, що включає Хмельницький і приміський пояс. Хмельницька агломерація є найбільшою на Поділлі за площею.
Населення агломерації становить майже 600 тис осіб. Місто обласного значення Старокостянтинів настільки розрослось, що сформувало свою агломерацію:
- Старокостянтинівська — Старокостянтинів-Старокостянтинівський район-Красилівський район — 83,5 тис. осіб, станом на 01.08.2013 р.

Найбільші міста Хмельницької агломерації з населенням понад 10 000 осіб:
| Місто            | Площа (км²) | Населення | Густота населення (осіб/км²) |
| ---------------- | ----------- | --------- | ---------------------------- |
| Хмельницький     | 93          | 263 519   | 2834                         |
| Старокостянтинів | 40          | 35 069    | 877                          |
| Красилів         | 28          | 19 679    | 703                          |
| Деражня          | 18          | 10 302    | 572                          |
| Всього           | 6500        | 526 000   | 81                           |

## Розвиток агломерації
Будівництво нового термінала у хмельницькому аеропорту створить 70 000 робочих місць, збільшить кількість населення, а саме: зросте відвідування пам'яток природи, історії та архітектури туристами, які захочуть залишитись, і залучить інвестиції до обласного центру і його околиць. Розвиток сіл в межах агломерації зробить їх привабливішими для проживання і роботи. Будівництво нових автомобільних доріг розвине транспортну мережу. Реконструкція центральної частини міста Хмельницького дозволить місту повернути архітектурне обличчя.